# Гагара білошия
Гагара білошия (Gavia pacifica) — водоплавний птах родини гагарових (Gaviidae).

## Поширення
Птах гніздиться у тундрі на Алясці, півночі Канади та північному сході Росії. Взимку мігрує на південь до Кореї, Японії, Східного Китаю, Каліфорнії та Мексики. Залітні птахи спостерігалися в Гренландії та Західній Європі.

## Опис
Птах завдовжки 60-68 см. Розмах крил 95-115 см. Вага 1-2,5 кг. Зовні схожий на гагару чорношию. Відрізняється чорною плямою на грудях яка має пурпуровий відтінок; у чорношийої гагари вона фіолетового відтінку. Також у літньому оперення гагара білошия має на шиї білу смугу.

## Спосіб життя
Поширена у приморській тундрі з численними неглибокими водоймами. Живиться рибою, на яку полює на поверхні водойми. Утворює моногамні пари. Гніздо будує на землі неподалік водойм. Самиця відкладає 2 яйця зеленкуватого забарвлення з коричневими плямами. Інкубація триває 23-25 днів. За пташенятами доглядають 5-7 тижнів. Восени мігрують на південь зграями. Зимує на морі або на озераз з великою площею поверхні.